# Золота комора
Золота комора — народна назва легендарного скарбу, який восени 1708 р., сховав менський сотник Гнат Васильович Сахновський.
Про його характер, розміри та місце схову, наразі нічого невідомо. Скоріше за всього це була сотенна скарбниця, яку було затоплено в річці, чи в болоті, в так званому Куті, десь поблизу урочища Остреч.

## Загальні відомості
Не виключено, що Гнат Сахновський разом з сотенними активами приховав і власні статки, які в умовах буремних подій Північної війни можна було легко втратити.
Такий крок був вимушеним заходом Сахновського, адже єдина переправа через річку Десна, в центрі Чернігово-Сіверщини знаходилася біля смт Макошине.
Територія менської сотні знаходилась в безпосередній близькості біля неї. Окрім того, менська сотня прикривала з півночі столицю Гетьманщини м. Батурин. Таким чином, Менщина, з великим ступенем імовірності, могла опинитись в епіцентрі московко-шведського протистояння.
Вперше оповідку про скарб Сахновського описав Іван Корбач, в своєму художньому історичному романі «Сотники». Цю цікаву історію, (в якій запитань більше, аніж відповідей), Корбачу розказав менський краєзнавець Дмитро Калібаба.
Розповідь про «золоту комору» є доволі інтригуючою історією, крапку в якій досі не поставлено.